# Saint-Rémy-des-Monts
Saint-Rémy-des-Monts là một xã trong tỉnh Sarthe ở tây bắc nước Pháp. Xã này nằm ở khu vực có độ cao từ 80-145 mét trên mực nước biển.